# Église Saint-Antoine-de-Padoue de Charleroi
Pour les articles homonymes, voir Église Saint-Antoine-de-Padoue.
L'église Saint-Antoine-de-Padoue de Charleroi est un édifice religieux situé à Charleroi en Belgique.

## Histoire
La Ville Basse de Charleroi où est située l'église, est créée en 1675 sur ordre de Louis XIV qui occupait alors les lieux. La carte de Ferraris de la fin du XVIIIe siècle indique un bâti relativement dense, sauf le vaste îlot à l'ouest, occupé en grande partie par le couvent des Capucins, construit en 1681, dont les jardins s'étendent jusqu'aux remparts. 
À la Révolution française, en 1796, le couvent est vendu comme bien national et l'église conventuelle, qui devient église paroissiale en 1804, est remplacée en 1830 par un nouvel édifice érigé par Jean Kuypers.
La bénédiction a lieu le 15 septembre 1830 et la consécration par Gaspar-Joseph Labis, évêque de Tournai, le 16 avril 1835.

## Architecture

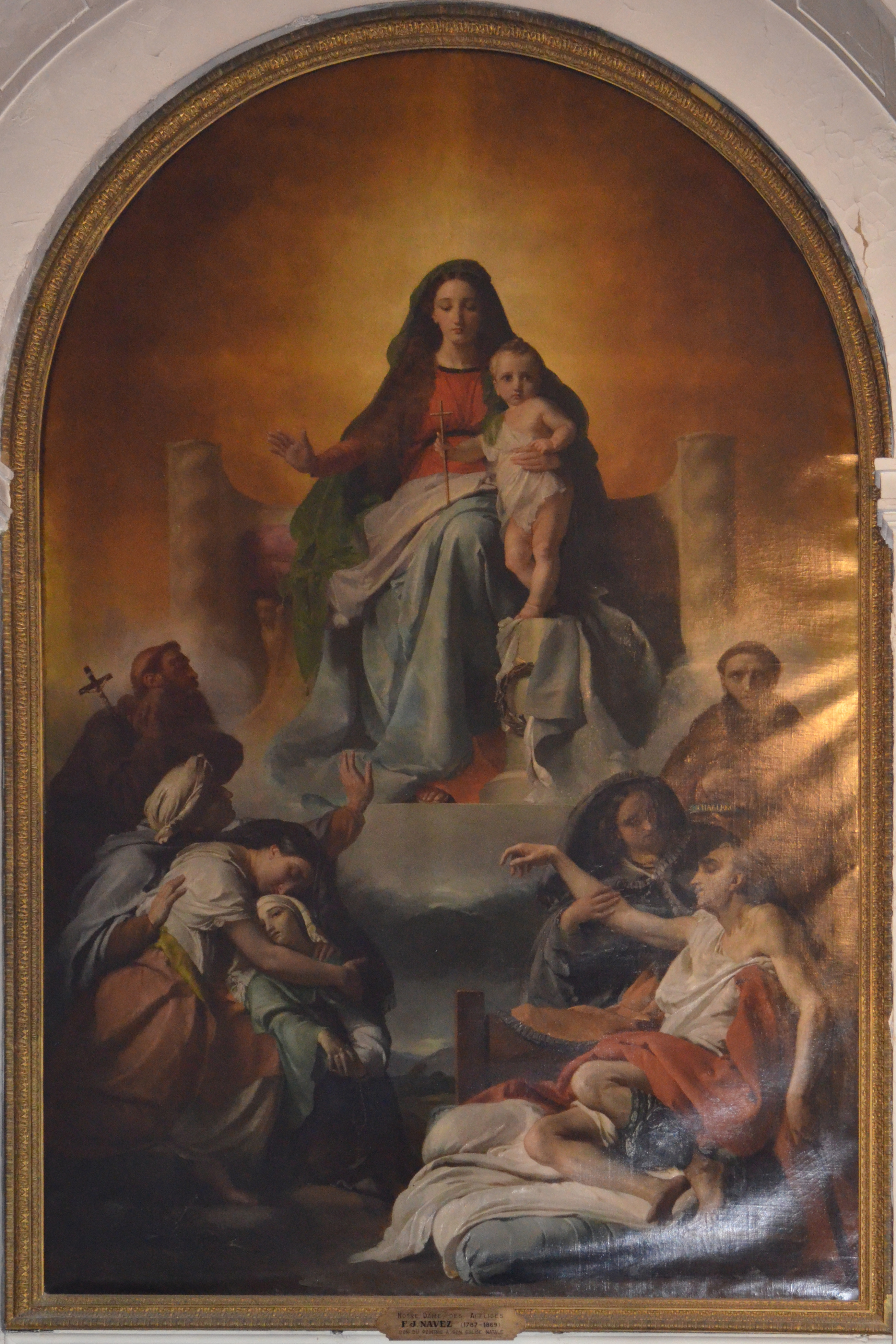
Tableau de François-Joseph Navez représentant Notre-Dame des Affligés (offert par le peintre en 1846).

Enserré dans l'habitat, l'édifice de style néoclassique est composé d'une nef avec deux bas-côtés et d'un chœur avec abside. Il est précédé d'un parvis de dalles en pierre bleue. 
La façade enduite montée sur soubassement est devancée par un portique tétrastyle ionique couronné d'un entablement portant un fronton triangulaire percé d'un oculus. L'entablement est prolongé en retour sur façade, chaque retour surmonté d'un attique.
La toiture de zinc et d'ardoises est accentuée en façade par un imposant clocheton carré.
Le portail possède un encadrement de calcaire mouluré, avec les montants sur bases et le linteau droit surmonté d'une corniche portant une baie d'imposte en demi-lune.
À l'intérieur, également enduit, la nef principale comporte cinq travées d'arcades en plein cintre sur colonnes toscanes. Elle est éclairée par des oculi au niveau de la voûte en berceau.
Les collatéraux sont sous plafonds, avec baies en demi-lune sur pilastres. Le chœur est de même facture mais aveugle dans l'axe.